# Ali Jasim
Ali Jasim El-Aibi Al-Tameemi (arabisch علي جاسم; * 20. Januar 2004 in Bagdad) ist ein irakischer Fußballspieler.

## Karriere

### Verein
Vom al-Karkh SC wechselte Ali Jasim zur Saison 2020/21 zum Al-Shorta SC. Für die Hinrunde der Spielzeit 2021/22 wurde er an den al-Qasim SC verliehen. In der Rückrunde folgte eine Leihe zum Al-Kahrabaa SC, zu dem er zur Saison 2022/23 dann auch fest wechselte. Im Juli 2023 unterschrieb er einen Vertrag beim türkischen Klub Antalyaspor, löste diesen aber aus persönlichen Gründen nach zwei Tagen auf und kehrte in den Irak zurück. So gehörte er erst einmal wieder zu Al-Kahrabaa und wurde direkt per Leihe an Al-Quwa al-Dschawiya weitergegeben. Mit diesen spielte er in der AFC Champions League, in der er mit 19 Jahren zum jüngsten Spieler wurde, der in einer Saison drei Tore erzielte.
Zur Saison 2024/25 wechselte Ali Jasim in die italienische Serie A zu Como.

### Nationalmannschaft
Mit der irakischen U16 nahm Ali Jasim an der Asienmeisterschaft 2018 teil, kam bei allen Spielen seiner Mannschaft zum Einsatz und bereitete zwei Tore vor. Mit der U20 nahm er einige Jahre später an der Asienmeisterschaft 2023 teil, bei der der Irak im Finale dem Gastgeber Usbekistan unterlag. Auch bei der Weltmeisterschaft 2023 stand er im Kader seines Landes, der Irak schied nach der Gruppenphase aus.
Anschließend folgten für ihn erste Einsätze mit der U23 und die Teilnahme an der Asienmeisterschaft 2024, bei der er in allen Partien eingesetzt wurde, vier Tore erzielte sowie zwei Vorlagen gab; Ali Jasim wurde bei dem Turnier Torschützenkönig. Durch den Sieg über Indonesien im Spiel um den dritten Platz gelang dem Irak die Qualifikation für das Fußball-Turnier der Olympischen Spiele 2024.
Sein Debüt für die A-Nationalmannschaft gab er am 13. Oktober 2023 bei einem 0:0 (5:6 nach Elfmeterschießen) im Freundschaftsspiel gegen Katar, bei dem er in der Startelf stand und zur 64. Minute für Danilo al-Saed ausgewechselt wurde. Es folgten Spiele in der Qualifikation für die Weltmeisterschaft 2026 sowie eine Nominierung für die Asienmeisterschaft 2024, bei der er es mit seinem Team bis ins Achtelfinale schaffte.